# Юлія Федосова
Юлія Федосова (нар. 1 липня 1988) — колишня французька тенісистка.
Найвищу одиночну позицію світового рейтингу — 107 місце досягла 13 серпня 2007, парну — 171 місце — 26 липня 2010 року.
Здобула 4 парні титули туру ITF.
Найвищим досягненням на турнірах Великого шолома було 2 коло в одиночному розряді.
Завершила кар'єру 2011 року.

## Фінали ITF

### Одиночний розряд (0–3)
| Легенда         |
| --------------- |
| турніри $75,000 |
| турніри $50,000 |
| турніри $25,000 |
| турніри $10,000 |

| Фінали за покриттям |
| ------------------- |
| Тверде (0–1)        |
| Ґрунт (0–1)         |
| Килим (0–1)         |
| Трава (0–0)         |

| Результат | Ранг | Дата           | Турнір                     | Покриття   | Суперниця     | Рахунок       |
| --------- | ---- | -------------- | -------------------------- | ---------- | ------------- | ------------- |
| Поразка   | 1.   | 16 жовтня 2006 | Сен-Рафаель (Вар), Франція | Килим (i)  | Стефані Форец | 6–7, 7–6, 1–6 |
| Поразка   | 2.   | 26 січня 2009  | Гренобль, Франція          | Тверде (i) | Наомі Броді   | 4–6, 2–6      |
| Поразка   | 3.   | 13 квітня 2009 | Tessenderlo, Бельгія       | Ґрунт (i)  | Менді Мінелла | 5–7, 3–6      |

### Парний розряд (4–5)
| Легенда          |
| ---------------- |
| турніри $100,000 |
| турніри $75,000  |
| турніри $50,000  |
| турніри $25,000  |
| турніри $10,000  |

| Фінали за покриттям |
| ------------------- |
| Тверде (3–2)        |
| Ґрунт (1–0)         |
| Трава (0–0)         |
| Килим (0–3)         |

| Результат | Ранг | Дата            | Турнір                  | Покриття   | Партнерка        | Суперниці                         | Рахунок          |
| --------- | ---- | --------------- | ----------------------- | ---------- | ---------------- | --------------------------------- | ---------------- |
| Поразка   | 1.   | 16 жовтня 2006  | Сен-Рафаель, Франція    | Килим (i)  | Алізе Корне      | Марія Коритцева Галина Воскобоєва | 2–6, 4–6         |
| Поразка   | 2.   | 24 березня 2008 | Джерсі, Велика Британія | Килим (i)  | Віолетта Юк      | Кортні Негл Робін Стівенсон       | 3–6, 3–6         |
| Поразка   | 3.   | 1 липня 2008    | Бостон, США             | Тверде     | Варвара Лепченко | Чжань Цзіньвей Наталі Грандін     | 4–6, 3–6         |
| Перемога  | 1.   | 26 січня 2009   | Гренобль, Франція       | Тверде (i) | Віржині Піше     | Марія Кондратьєва Софі Лефевр     | 6–3, 6–3         |
| Поразка   | 4.   | 2 лютого 2009   | Бельфор, Франція        | Тверде (i) | Віржині Піше     | Ірина Кузьміна Оксана Любцова     | 3–6, 6–3, [5–10] |
| Поразка   | 5.   | 23 березня 2009 | Джерсі, Велика Британія | Килим (i)  | Віржині Піше     | Марія Елена Камерін Стефані Форец | 4–6, 2–6         |
| Перемога  | 2.   | 13 квітня 2009  | Tessenderlo, Бельгія    | Ґрунт      | Віржині Піше     | Штефанія Боффа Дарія Юрак         | 7–5, 6–3         |
| Перемога  | 3.   | 12 жовтня 2009  | Жуе-ле-Тур, Франція     | Тверде (i) | Селіма Сфар      | Стефані Коен-Алоро Орелі Веді     | 4–6, 6–0, [10–8] |
| Перемога  | 4.   | 27 вересня 2010 | Клермон-Ферран, Франція | Тверде (i) | Ірина Бремон     | Еліксан Лекемія Алізе Лім         | 7–6(9–7), 6–3    |